# 米哈伊利夫卡 (葉拉涅茨市鎮)
47°43′0″N 31°44′0″E / 47.71667°N 31.73333°E
米哈伊利夫卡（烏克蘭語：Михайлівка）是位於烏克蘭南部的村莊，由尼古拉耶夫州沃兹涅先斯克区的葉拉涅茨市鎮負責管轄。該村始建於1802年，面積0.5平方公里，海拔高度69米，2001年人口109，人口密度每平方公里218人。